# Petrolia, Ontario
Petrolia är en ort i Kanada.   Den ligger i provinsen Ontario, i den sydöstra delen av landet, 600 km sydväst om huvudstaden Ottawa. Petrolia ligger 190 meter över havet och antalet invånare är 5 453.
Terrängen runt Petrolia är mycket platt. Närmaste större samhälle är Plympton-Wyoming, 17,1 km norr om Petrolia.
Trakten runt Petrolia består till största delen av jordbruksmark. Runt Petrolia är det glesbefolkat, med 9 invånare per kvadratkilometer.